# 希璋
希璋（？—？）圖伯特氏，清朝政治人物。

## 生平
光緒二十五年，襲一等義烈公。光緒二十七年，任正紅旗漢軍副都統。光緒二十九年，佩帶正紅旗護軍統領印鑰。宣統二年，任資政院議員。

## 親屬
- 拉錫 (五世祖)
- 納穆扎勒 (高祖父)
- 保寧 (曾祖父)
- 文煇 (祖父)
- 悳鑑 (父)